# Egon Müller (Tiermediziner)

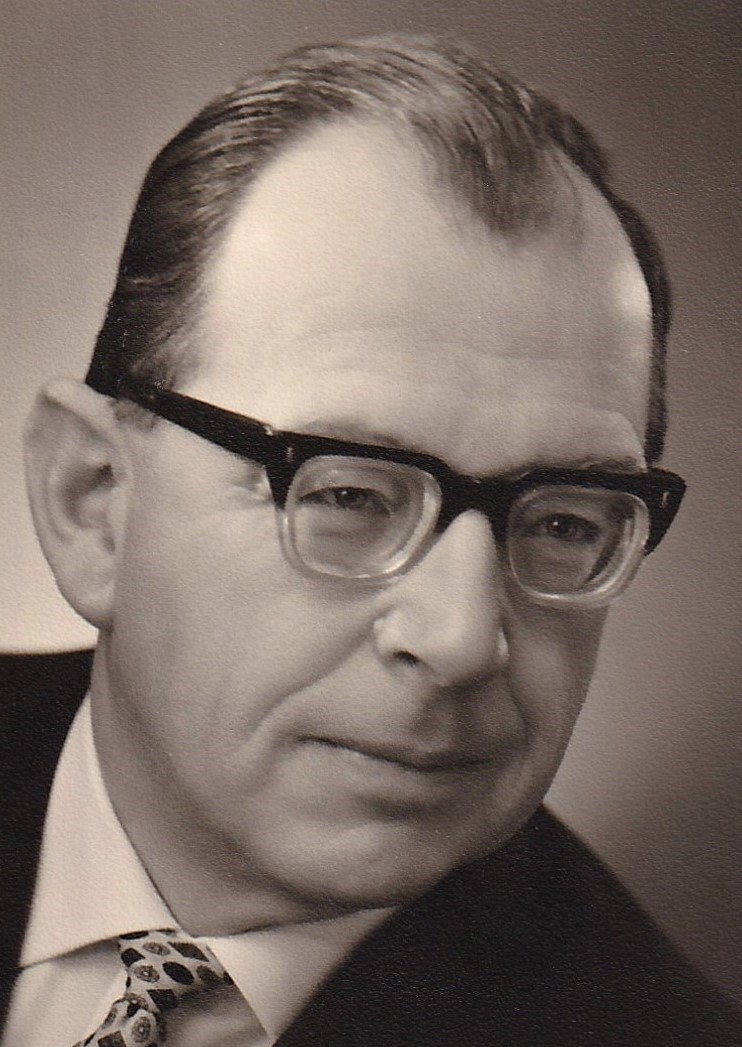
Egon Müller

Egon Carl Heinrich Müller (* 29. Juni 1911 in Köln; † 8. Juni 1989 in Wels, Österreich) war ein österreichischer Veterinär und Leiter der Bundesanstalt für künstliche Besamung/Wels-Thalheim sowie Lehrbeauftragter für Andrologie und künstliche Besamung an der Veterinärmedizinischen Universität Wien.

## Leben
Er wurde als Sohn von Wolf Johannes Müller (1874–1941), Ordinarius für Organische Chemie an der Technischen Universität Wien, und dessen Frau Magda Roeffs (1889–1962) geboren. Seine Geschwister waren Gunther (1913–2000) und Inge verh. Ognanoff (1914–2003). In Leverkusen, wo sein Vater Leiter der Entwicklung der Bayer AG war, verbrachte er seine Jugend.
Von 1931 bis 1936 absolvierte er ein Studium der Veterinärmedizin an der Universität Wien, danach war er praktischer Tierarzt und 1938 Amtstierarzt der Gemeinde Wien. Er wurde 1939 als Veterinäroffizier zum Militärdienst eingezogen und leitete zuletzt als Stabsveterinär eine Veterinärkompanie an der Ostfront.
Müller kehrte 1946 aus der britischen Gefangenschaft zurück und eröffnete eine Tierarztpraxis in St. Martin (Niederösterreich) im Waldviertel. Hier verfasste er sein Buch „Tierheilkunde für das Bauernhaus“ – eine Fibel für jeden Landwirt – und gab von 1953 bis 1963 wichtige Tipps bezüglich Tierhaltung und Selbsthilfe im Krankheitsfalle von Tieren in mehr als 100 Vorträgen im Landfunk als freier Mitarbeiter des ORF.
Ab 1955 veröffentlichte Egon Müller als praktischer Tierarzt in Ziersdorf zahlreiche wissenschaftliche Arbeiten zu Fragen der Fortpflanzungsprobleme und deren Vererbung sowie Langlebigkeit und Fruchtbarkeit bei Rindern als auch über Maßnahmen der Produktivitätssteigerung durch veterinärmedizinische Maßnahmen. Aufgrund dieser Publikationen wurde er 1960 zum Leiter der Bundesanstalt für künstliche Befruchtung von Haustieren in Wels berufen.
Hier entwickelte er die Spermiophotogrammetrie, eine objektive Methode, um den Anteil der beweglichen Spermien und deren Fortbewegungsvermögen zu messen und damit Rückschlüsse auf den Besamungserfolg und die Fruchtbarkeit zu ziehen. Sie erlangte weltweit hohe Beachtung auf diversen internationalen Kongressen.
Mit den von ihm organisierten Internationalen Fachtagungen (1960–1979) schlug Egon Müller fachlich sowie gesellschaftlich auf österreichischem, neutralem Boden einerseits eine Brücke zwischen Ost und West, aber auch zwischen Wissenschaft und Praxis durch Gewinnung hochqualifizierter Vortragender und interessierter Teilnehmer aus aller Welt.
1968 erhielt er einen Lehrauftrag für Andrologie und künstliche Befruchtung am Lehrstuhl für Geburtshilfe, Gynäkologie und Andrologie der Veterinärmedizinischen Universität Wien, den er 1979 aus gesundheitlichen Gründen zurücklegte.

## Anerkennungen
- 1959 „Josef-Baier-Medaille“ – Veterinärmedizinische Universität Wien
- 1965 „Auslandskorrespondenten der Societa Italiana per il Progresso della Zootecnica“
- 1978 „Ivanov-Medaille“ Landwirtschaftsminister der UdSSR
- 1978 „Großes Ehrenzeichen für Verdienste um die Republik Österreich“
- 1981 „Akademischer Ehrenbürger der Veterinärmedizinischen Universität Hannover“
- 1987 „Goldenes Doktordiploms“ an der Veterinärmedizinischen Universität Wien

### Sportliche Erfolge
Von 1932 bis 1936 war er Mitglied der 4 × 200-m-Staffel des Ersten Wiener Amateur Schwimmclubs (EWASC), Staatsmeister und Rekordhalter im Brustschwimmen. Zwischen 1960 und 1980 war er Reitlehrer und Trainer zahlreicher Landesmeisterschaften im Dressurreiten und in der Vielseitigkeit – Junioren- und Seniorenklassen sowie in Einzel- und Mannschaftswettbewerben. In dieser Zeit schrieb er das Handbuch für jeden Pferdehalter: „Das kranke Reitpferd“.

## Publikationen
- Tierheilkunde für das Bauernhaus. 1952 / „Handbuch der praktischen Tierheilkunde“ 1982 – 6 Ausgaben, Verlagsunion Agrar München, Frankfurt, Münster, Wien, Bern / „Poradnik Weterynaryjny dla Rolników“ 1974 – Państwowe Wydawnictwo Rolnicze i Lesne
- Das kranke Reitpferd. 1966 – 4 Ausgaben, BLV Verlag München / „Het Zieke Rijpaard“ 1971 – Ad.M.C. Stok/Forum Boekerij – Den Haag
- E. Müller: Fragen zur Beurteilung und Auswertung von Besamungsergebnissen, DTW 71: 510-18 (1964)
- E. Müller u. J. Szilagyi: Fotografische Methode zur objektiven Beurteilung der Beweglichkeit von Spermien in verdünnten Bullenejakulaten, V. Congr. per la Riproduzione Anim. le Fecondazione Articiale, Trento 6-13 Settembre 1964, Vol. IV, 9: 335-340
- E. Müller: Die Beweglichkeit der Spermien als genetisches Problem, 16. Int. Fachtagung. Künstliche Besamung der Haustiere, 1966, WTM 54: 400-408 (1967)
- E. Müller: Fotogrammetrische Untersuchungen über die Motilität verdünnter Bullenejakulate, 15. Int. Fachtagung. künstliche Besamung d. Haustiere, Wels, WTM 55: 309-324 (1968)
- E. Müller: Photogrammetric Measurements of the Motility of Bovin Spermatozoa, Intern. Symposium in Varna, Bulgariy, 507 - 510 (1969)
- E. Müller u. J Szilagyl: Elektronenmikroskopische Untersuchungen zum Vergleich von gut und mangelhaft einfrierbaren Bullenejakulaten, Zuchthygiene Jg. VIII: 61-66 (1972)
- E. Müller: Measures en vue de l’enregistrement et du marquage de sperme. Atti dell'VIII Simposio Internazionale di Zootecnica, Milano (1973) S. 56 - 61
- E. Müller u. G. Brandi: Untersuchungen über die Motilität und Morphologie von Eberspermatozoen. DTW (1975) 82, 4, 153-155
- L. Al-Makhzoumi, H. Al-Hashimi, F. Ismail, E. Müller, u. G. Brandl: Untersuchungen über den Einfluss des Samenplasmas auf die Ergebnisse der Dichtebestimmung von Rindersperma mit dem Medico-Kolorimeter nach Lange. WTM (1975) 12, 442-443
- E. Müller: Vergleichende Untersuchungen über die Motilität und die Gesamtdehydrogeaseaktivität von Frischsamen und die aufgetauten TGN2-Samen. DTW (1976) 83, 393-398
- I. Veres, E. Müller, A. Ocsènyi, J. Turanyi, F. Szasz, G. Bernroider u. A. J. Kronreif: Electromicroscopical investigations of the surface charged on fresh, stored, frozen spermatozoa of bulls and boars, Proceedings of VIII intern. Congress of animal reproduction and artificial insemination (1976), Krakau, Bd. IV, 857-860
- E. Müller: Lječenje problematičnih bikova i izgledi ovog lječenja. Vortrag: II. jugoslovenski kongresza reprodukciju domacih zivotinja, Portoroz (1977) 349-357
- A. Weber u. E. Müller: Untersuchungen über Faktoren, die die Genauigkeit der Dichtebestimmung von Bullenejakulaten mit elektronischen Teilchenzählgeräten (Coulter Counter) beeinflussen. Zuchthyg. (1978) 13, 97-106
- A. Weber, F. Fischerleitner u. E. Müller: Quantitative Untersuchungen über Motilitätsmerkmale von Eberspermatozoen. Zuchthyg. 15 (1980) 145-153

| Personendaten    | Personendaten                                                                                    |
| ---------------- | ------------------------------------------------------------------------------------------------ |
| NAME             | Müller, Egon                                                                                     |
| ALTERNATIVNAMEN  | Müller, Egon Carl Heinrich (vollständiger Name)                                                  |
| KURZBESCHREIBUNG | österreichischer Veterinär, Leiter der Bundesanstalt für künstliche Besamung und Hochschullehrer |
| GEBURTSDATUM     | 29. Juni 1911                                                                                    |
| GEBURTSORT       | Köln                                                                                             |
| STERBEDATUM      | 8. Juni 1989                                                                                     |
| STERBEORT        | Wels, Österreich                                                                                 |